# Schlacht bei Thapsus
Massilia – Ilerda – Utica – Bagradas – Dyrrhachium – Pharsalos – Nil – Ruspina – Thapsus – Munda
Die Schlacht bei Thapsus am 6. April 46 v. Chr. (am 2. Februar nach der Kalenderreform des Gaius Iulius Caesar) war eine Schlacht im römischen Bürgerkrieg.

## Vorgeschichte
Während des Bürgerkriegs zwischen Caesar und Pompeius (49–45 v. Chr.) gelang es zunächst der Senatspartei des Pompeius, sich in der Provinz Africa durchzusetzen und mit Juba I. von Numidien zu verbünden. Nachdem Caesar aber durch seinen Sieg bei Pharsalos über Pompeius den Osten des Reichs gesichert hatte, kehrte er zunächst nach Italien zurück und bereitete eine weitere Kampagne vor, um die Überreste der Senatspartei in Nordafrika zu zerschlagen.
Während der Invasionsvorbereitungen meuterte eine seiner altgedienten Legionen. Den Soldaten waren im Tausch für ihre Unterstützung große Versprechen (Landzuteilungen etc.) gemacht worden, die Jahre nach ihrem ersten Sieg im Bürgerkrieg immer noch nicht erfüllt waren. Caesar konnte seine Männer letztlich durch außergewöhnliche Bescheidenheit und die demütige Bitte um Unterstützung für eine weitere Kampagne wieder unter Kontrolle bringen. Die Invasion wurde dementsprechend vorangetrieben und womöglich überhastet gestartet. Durch schlechtes Wetter wurden die Schiffe weit verstreut und nur ein Bruchteil von Caesars Männern landete schließlich im Dezember 47 v. Chr. in der Provinz Africa.
Aufgrund der hektischen Vorbereitungen waren wenig Vorräte mitgeführt worden, was die Lage nicht verbesserte. Titus Labienus, ein früherer Kampfgefährte und Vertrauter Caesars, kämpfte nun auf Seiten der Senatspartei und war mit dem Kommando der numidischen Kavallerie betraut worden. Durch konstante Scharmützel unterbanden die numidischen Kavalleristen jeglichen Versuch der Vorratsbeschaffung. Caesar führte daraufhin die Hälfte seiner Armee landeinwärts, um einige Wüstenstädte zu erobern und sich ihrer Vorräte zu bemächtigen. Labienus, dessen Truppen zahlenmäßig stark überlegen waren, nutzte die höhere Beweglichkeit seiner Einheiten, um Caesars Truppen eine vernichtende Niederlage beizubringen. Nur durch einen verzweifelten Frontalangriff konnte sich Caesar schließlich genug Zeit für einen Rückzug verschaffen. Die Überlebenden schafften es mit Mühe und Not zurück zur Küste.
In den nächsten Monaten verschanzte sich Caesars Armee mit wenig Nahrung in ihrem Lager an der Küste. Das Heer der Senatspartei war vor dem Lager aufgezogen und derartig überlegen, dass Caesar gezwungen war, die Seeleute seiner Schiffe als Infanteristen einzubeziehen. Die Senatspartei stellte sich jeden Tag in Schlachtordnung auf, allerdings weigerte sich Caesar, die Schlacht anzunehmen.
Die Lage besserte sich erst, als weitere Verstärkung aus Italien eintrafen, woraufhin Caesar das Lager wieder verließ, um der Senatspartei durch Angriffe auf umliegende Städte eine Schlacht auf günstigem Gelände aufzuzwingen.

## Die Schlacht

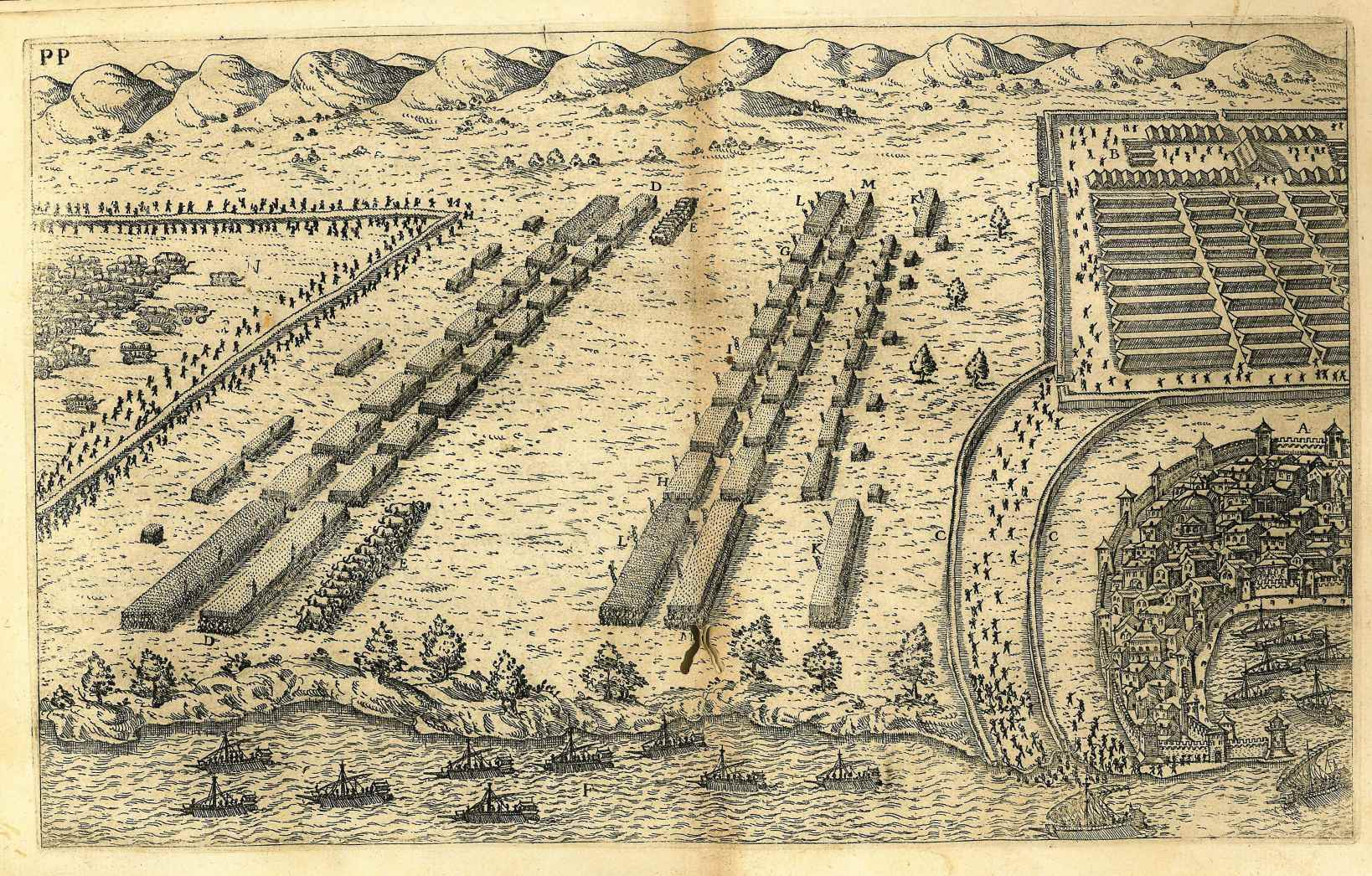
Darstellung der Schlacht (Andrea Palladio 1619)

Quintus Caecilius Metellus Pius Scipio setzte nach der Ermordung von Pompeius 48 v. Chr. den Kampf gegen Caesar fort. Er folgte Caesar nach dessen Landung bis vor Thapsus (am Kap Ras Dimas südlich von Karthago) und stellte sich in Schlachtordnung auf. Caesar war auf einer Landenge eingeschlossen, da sich auf der einen Seite ein See, auf der anderen das Meer befand. Metellus Scipio schloss ihn am oberen Ende der Landzunge, Lucius Afranius zusammen mit Juba am unteren Ende ein. Auf diesem schmalen Streifen war es den Republikanern jedoch nicht möglich, ihre überlegene Kavallerie auszuspielen.
Caesar wandte sich zuerst Metellus Scipio zu, zögerte aber anzugreifen. Gerüchte über den angeblichen Luxus im Lager der Senatsarmee erzürnten die schwer gebeutelten und halb verhungerten Legionäre Caesars. Die Truppen waren ungeduldig und ein Trompeter blies ohne Befehl zum Angriff. Sofort marschierten die Soldaten auf den Feind zu. Metellus Scipios Truppen waren auf ganzer Linie unterlegen. Die Kriegselefanten flohen vor dem Beschuss der caesarischen Bogenschützen und töteten die eigenen Soldaten.
Laut dem Bellum Africum ritt Caesar selbst in erster Reihe und rief die Glücksgöttin Felicitas an. Nach Plutarch nahm Caesar allerdings nicht an der Schlacht teil, weil ihn ein Epilepsieanfall daran hinderte.
Als Metellus Scipios Armee besiegt war, wandte sich Caesar dem mit Scipio verbündeten Juba I. von Numidien und Lucius Afranius zu und vernichtete sie ebenfalls. Der Sieg war vollständig und Caesars Truppen töteten viele der fliehenden Soldaten. Marcus Porcius Cato der Jüngere beging wenig später Selbstmord, da er lieber sterben wollte, als sein Leben der Gnade Caesars zu verdanken.

## Folgen
Durch den Sieg konnte Caesar seine Herrschaft in der für die Getreideversorgung Roms wichtigen Provinz sichern und das Königreich Numidien annektieren.